# 2010 în literatură
- 2009 în literatură — 2010 în literatură — 2011 în literatură

2010 în literatură implică o serie de evenimente:

## Cărți noi

### Ficțiune
- Martin Amis – The Pregnant Widow
- Paul Auster – Sunset Park
- T. C. Boyle – Wild Child: and other stories
- Peter Carey – Parrot and Olivier in America
- Eddie Chuculate – Cheyenne Madonna
- Robert Coover – Noir
- Michael Cunningham – By Nightfall
- Don DeLillo – Point Omega
- Jennifer Egan – A Visit from the Goon Squad
- Bret Easton Ellis – Imperial Bedrooms
- Joshua Ferris – The Unnamed
- Jonathan Franzen – Freedom
- Sara Gruen – Ape House
- Adam Haslett – Union Atlantic
- Howard Jacobson – The Finkler Question
- Jesse Lee Kercheval – Brazil
- Stephen King – Blockade Billy & Full Dark, No Stars
- Nicole Krauss – Great House
- Stieg Larsson – The Girl Who Kicked the Hornets' Nest
- John Le Carre – Our Kind of Traitor
- Dennis Lehane – Moonlight Mile
- Elmore Leonard – Djibouti
- Tao Lin – Richard Yates
- Sam Lipsyte – The Ask
- Ian McEwan – Solar
- Yann Martel – Beatrice and Virgil
- Paolo Bacigalupi – Ship Breaker
- Steve Martin – An Object of Beauty
- Dinaw Mengestu – How to Read the Air
- David Mitchell – The Thousand Autumns of Jacob de Zoet
- Rick Moody – The Four Fingers of Death
- Ben Myers – Richard: A Novel
- Antonya Nelson – Bound
- Joyce Carol Oates — A Fair Maiden
- Joyce Carol Oates — Sourland
- Julie Orringer – The Invisible Bridge
- Cynthia Ozick – Foreign Bodies
- Chuck Palahniuk – Tell All
- Philip Pullman – The Good Man Jesus and the Scoundrel Christ
- Philip Roth – Nemesis
- David Sedaris – Squirrel Seeks Chipmunk: A Modest Bestiary
- Gary Shteyngart – Super Sad True Love Story

### Science-fiction & fantasy
- Jim Butcher – Changes
- Darren Hann, Melanie Collins, Steve Lake –  Sci-Fi from the Rock
- Adam Roberts – New Model Army
- Dan Simmons – Black Hills[1]

## Premii literare
- Premiul Hoffmann-von-Fallersleben (Germania) — Herta Müller
- 25 noiembrie: Premiul "Premiul Cartea Anului 2010" oferit de România Literară este câștigat de Ion Vianu pentru cartea "Amor intellectualis"

- Medalia Premiului NobelPremiul Nobel pentru Literatură — Mario Vargas Llosa

## Decese
- 1 ianuarie - Freya von Moltke
- 4 ianuarie - Bobi Zankow
- 5 ianuarie - Gisela Kraft
- 8 ianuarie - Eugenie Kain
- 12 ianuarie - Georges Anglade
- 13 ianuarie - Konrad Reich
- 17 ianuarie - Kurt Bartsch
- 17 ianuarie - Erich Segal
- 18 ianuarie - Robert B. Parker
- 19 ianuarie - Vladimir Karpov
- 19 ianuarie - Abraham Sutzkever
- 26 ianuarie - Louis Auchincloss

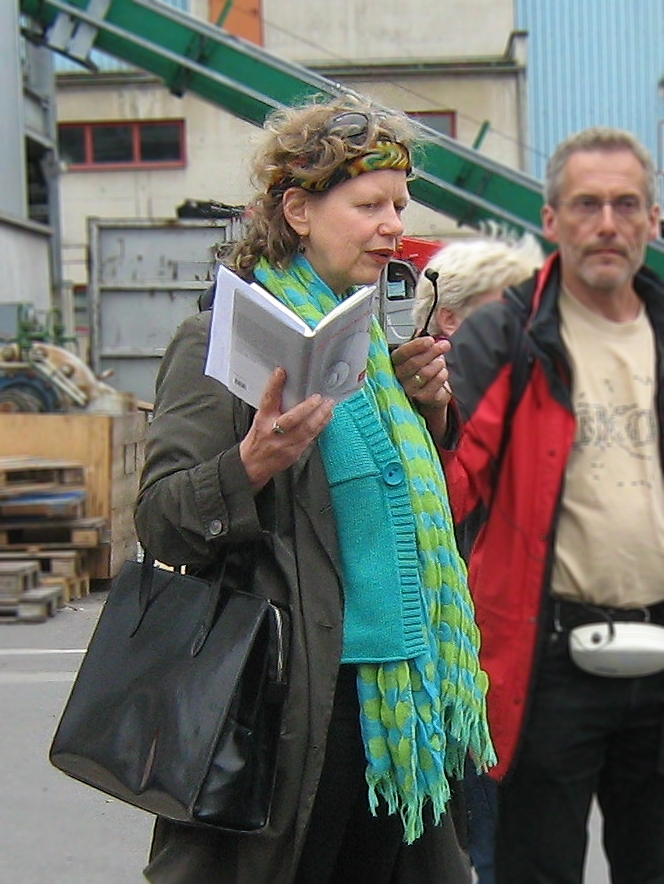
Eugenie Kain în 2009

- 27 ianuarie - Jerome David Salinger
- 31 ianuarie - Tomás Eloy Martínez
- 7 februarie - William Tenn
- 14 februarie - Dick Francis
- 17 februarie - Curt Letsche
- 22 februarie - Zdena Frýbová
- 23 februarie - Mervyn Jones
- 12 martie - Miguel Delibes
- 12 martie - Ernst Herhaus
- 4 aprilie - Rudy Kousbroek
- 9 aprilie - Hisashi Inoue
- 9 aprilie - Kerstin Thorvall
- 14 aprilie - Erika Burkart
- 14 aprilie - Alice Miller
- 16 aprilie - Carlos Franqui
- 17 aprilie - Josef W. Janker
- 23 aprilie - Jan Balabán
- 23 aprilie - Peter Porter
- 25 aprilie - Alan Sillitoe
- 28 aprilie - Pierre-Jean Rémy
- 3 mai - Peter O’Donnell